# HandBrake
HandBrake [ˈhændˌbreɪk] ist ein freies und quelloffenes Computerprogramm zur Transkodierung von Videodateien. Ursprünglich für BeOS entwickelt, ist das Programm heute für Windows, macOS und Linux erhältlich. Es wird in Objective-C, C und C# entwickelt und unter den Bedingungen der Version 2 der GNU General Public License (GPL) veröffentlicht.

## Geschichte

### Frühe Versionen
HandBrake wurde ursprünglich vom Programmierer Eric Petit mit dem Pseudonym titer im Jahr 2003 entwickelt. Dieser war der Hauptentwickler bis zum April 2006 und war danach noch einige Zeit im HandBrake-Forum aktiv. Etwa im Mai/Juni 2006 ging der Kontakt zu titer verloren, und in der Folgezeit wurden auch keine neuen Änderungen am Programmcode durchgeführt.

### MediaFork
Im September 2006 arbeiteten Rodney Hester und Chris Long unabhängig voneinander daran, das Videokompressionsformat H.264 durch Reverse Engineering aus der Firmware des iPod der Firma Apple zu extrahieren. Beide trafen sich im HandBrake-Forum, und dabei stellte sich heraus, dass sich ihre Arbeiten gegenseitig ergänzten. So begannen sie gemeinsam, eine noch instabile, aber kompilierbare Version von HandBrake zu entwickeln, die das H.264-Videoformat unterstützte.
Hester und Long entwickelten die Software insbesondere in Bezug auf Stabilität, Funktionalität und Bedienbarkeit weiter. Durch die Abwesenheit von titer war es nicht möglich, diese neuen Versionen in das offizielle HandBrake-Repository einfließen zu lassen, da dazu die Autorisierung von titer benötigt wurde. Hester erstellte daraufhin eine Kopie des Repositorys der letzten offiziell von titer herausgegebenen HandBrake Version (Version 0.7.1), worauf aufbauend Hester und Long die Software unter dem Namen „MediaFork“ weiterentwickelten.

### 2007 bis heute
Im Jahr 2007 bot titer Hester und Long seine Unterstützung an und ermutigte sie, die Entwicklung der Software fortzusetzen. MediaFork wurde in HandBrake rückintegriert, und die nächste Veröffentlichung von MediaFork/HandBrake fand wieder unter dem ursprünglichen Namen „HandBrake“ statt.
Die Software „VidCoder“ basiert in Teilen auf HandBrake.
Version 1.0.0 erschien am 24. Dezember 2016 und bot zahlreiche Neuerungen, zum Beispiel Unterstützung für den VP9-Codec.

## Merkmale
HandBrake ermöglicht die Transkodierung von DVDs und anderen Videoquellen in H.264 (mit x264), MPEG-4 ASP (FFmpeg) oder Theora (VP3). HandBrake wird häufig genutzt, um Filme von DVDs/Blu-ray Discs zu konvertieren, damit sie auf Geräten wie iPhone, iPod, Apple TV, Xbox 360, PlayStation Portable oder PlayStation nutzbar sind. Durch Einstellungs-Profile kann der Anwender festlegen, zu welchen Endgeräten die erstellten Dateien kompatibel sein sollen.
Ab Version 0.9.4 ermöglicht die Live-Vorschau-Funktion, anhand eines kurzen transkodierten Ausschnittes des Videos die Endqualität schnell abzuschätzen.
Ab Version 0.10.0 wird auf Windows OpenCL für die Skalierung genutzt.

### Varianten
HandBrake ist in mehreren Varianten erhältlich, für Windows 7 bis 10 (32 und 64 Bit), macOS (ab 10.7) und Ubuntu jeweils als GUI- und als Kommandozeilen-Version. Mit der GUI-Version können die meisten, mit der Kommandozeilen-Version alle im Programm vorhandenen Transkodierungs-Optionen genutzt werden.

### Unterstützte Quellen
Historisch wurden nur DVDs (entweder direkt oder von einem VIDEO_TS-Ordner), DVD-VOB-Dateien und Transportströme als Quellen unterstützt. Ab Version 0.9.3 akzeptiert das Programm Videodateien in nahezu allen populären Containerformaten wie zum Beispiel AVI, Matroska oder MP4. Ermöglicht wird dies durch die Integration der beiden Bibliotheken libavcodec und libavformat, welche dem FFmpeg-Projekt entstammen.

### Ausgabe-Format
HandBrake unterstützt die folgenden Ausgabe-Formate:
- Containerformate:
  - Frei:
    - Matroska

  - Proprietär:
    - MP4
    - WebM
- Videocodecs:
  - Frei:
    - Theora
    - VP8
    - VP9
    - FFV1
    - AOMedia Video 1 (AV1)

  - Proprietär:
    - H.264
    - High Efficiency Video Coding (H.265)
    - MPEG-2
    - MPEG-4
- Audiocodecs:
  - Frei:
    - Free Lossless Audio Codec (FLAC)
    - Vorbis
    - Opus

  - Proprietär:
    - AC3
    - Dolby Digital Plus (E-AC3)
    - AAC
    - MP3
    - MPEG-4 High Efficiency Advanced Audio Coding (HE-AAC)
    - TrueHD
    - Apple Lossless (ALAC)
- Passthrough (unverändertes Einbetten) von Formaten:
  - Frei:
    - Free Lossless Audio Codec (FLAC)

  - Proprietär:
    - Advanced Audio Coding (AAC)
    - AC3 & E-AC3
    - Digital Theater Systems High Definition (DTS-HD)
    - Dolby TrueHD
    - DTS
    - MP3
    - Apple Lossless (ALAC)

AVI und Ogg Media (OGM) werden ab Version 0.9.4 nicht mehr unterstützt, da sich die Entwickler hauptsächlich auf H.264/H.265 konzentrieren, die mit diesen alten Containerformaten ohnehin nicht kompatibel sind.
HandBrake unterstützt Kapitel- und Sprachenwechsel für MP4 und Matroska, Entrauschen, Deinterlacing, Detelecine, Anamorphic, Beschneiden und Skalieren.
HandBrake liefert eigene, spezifisch modifizierte aktuelle Versionen der Bibliotheken mit, die es verwendet (u. a. x264, libavcodec), um schnell von Geschwindigkeits- und Qualitäts-Verbesserungen z. B. bei x264 profitieren zu können.
Ab Version 0.9.4 können Untertitel nicht mehr nur direkt ins Video „eingebrannt“ werden (hardsubbed, wobei Farbe und Transparenz bestimmt werden können), sondern auch als separater, ausblendbarer Text- sowie Bildspur (nur im MKV-Format) eingemixt werden (softsubbed); außerdem erkennt HandBrake vorhandene erzwungene Untertitel.